# Swiss Peak
Swiss Peak är en bergstopp i Kanada.   Den ligger i provinsen British Columbia, i den centrala delen av landet, 3 100 km väster om huvudstaden Ottawa. Toppen på Swiss Peak är 3 156 meter över havet.
Terrängen runt Swiss Peak är huvudsakligen bergig.Trakten runt Swiss Peak är nära nog obefolkad, med mindre än två invånare per kvadratkilometer.. 
Trakten runt Swiss Peak består i huvudsak av gräsmarker.